# Route européenne 265
Pour les articles homonymes, voir E265 (homonymie) et Route 265.
La route européenne 265 est une route reliant Tallinn à Kapellskär.